# Comunes
Die Comunes (deutsch Gemeinsam, vorher Fuerza Alternativa Revolucionaria del Común) (deutsch Alternative Revolutionäre Kraft des Miteinander) ist eine linke Partei in Kolumbien, die 2017 als Nachfolgeorganisation der sozialrevolutionären Guerillabewegung FARC gegründet wurde. Sie ist aufgrund des Friedensabkommens mit der kolumbianischen Regierung seit 2018 in beiden Parlamentskammern Kolumbiens vertreten.

## Geschichte
Nach einem Friedensprozess wurde ein Vertrag zwischen der FARC und der kolumbianischen Regierung geschlossen, der den Bürgerkrieg im Land beendete und unter anderem der FARC zusicherte, legale politische Arbeit tätigen zu dürfen. Die Partei arbeitete in einem Wahlbündnis mit der Partido Comunista Colombiano für die Parlamentswahl in Kolumbien 2018 zusammen.
Insgesamt 40 Mitglieder der Guerillaorganisation wurden in der Zeit von der Entwaffnung im Herbst 2017 bis Februar 2018 getötet. Nach Übergriffen auf ihre Kandidaten stellte die FARC am 9. Februar 2018 ihren Wahlkampf vorübergehend ein, um von der Regierung die Gewährleistung der Sicherheit zu verlangen; auch die Kandidaten anderer Parteien waren von Gewalt betroffen. Die Kandidaten der FARC waren mit Bodyguards und Polizeischutz unterwegs und hielten eher kleine Veranstaltungen ab.
Die Partei erhielt für die Parlamentswahl in Kolumbien 2018 laut Friedensvertrag zehn garantierte Sitze im Kongress – je fünf Sitze im Unterhaus (Repräsentantenhaus) und im Oberhaus (Senat der Republik Kolumbien). Der Wähleranteil am 11. März 2018 lag bei der Wahl unter einem Prozent – für die Partei ein Debakel, das für keinen regulären Sitz gereicht hätte.